# Aquiclude
L'aquiclude o acquicludo è una formazione geologica a bassa permeabilità. In idrologia viene identificata come formazione di roccia troppo impermeabile o non abbastanza fratturata per poter produrre acqua di falda.